# 北太平洋旋廻

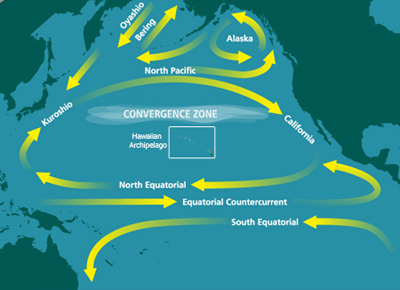
北太平洋亜熱帯循環

北太平洋旋廻（きたたいへいようせんかい、英名：North Pacific Gyre，北太平洋亜熱帯旋廻）は、北太平洋のほとんどの部分をなしている海流の旋廻渦（Ocean gyre）である。赤道と北緯50度の間に位置しており、3400万平方キロメートル程度の範囲を占める。時計回りに廻る周回路をなしており、卓越する海流を4つ含んでいる。すなわち、北方に位置する北太平洋海流、東方に位置するカリフォルニア海流、南方に位置する北赤道海流、および西方に位置する黒潮である。
渦の中心部の海域には「太平洋ゴミベルト」（‘Great Pacific Garbage Patch’）と呼ばれるプラスチックの残骸の集積領域があり、環境問題となっている。